# Dzmitry Baha
Bản mẫu:Eastern Slavic name
Dzmitry Anatolyevich Baha (tiếng Belarus: Дзмітры Бага; tiếng Nga: Дмитрий Бага (Dmitriy Baga); sinh 4 tháng 1 năm 1990) là một cầu thủ bóng đá Belarus. Tính đến năm 2017, anh thi đấu cho BATE Borisov.
Baha là thành viên của U-21 Belarus về đích thứ 3 tại Giải bóng đá U-21 vô địch châu Âu 2011. Anh thi đấu tất cả năm trận và ghi bàn trong thất bại trước Đan Mạch. Anh cũng đại diện Olympic Belarus tham gia Toulon Tournament 2012. Baha ra sân lần đầu cho Đội tuyển bóng đá quốc gia Belarus ngày 15 tháng 10 năm 2013, trong trận đấu giao hữu trước Nhật Bản.
Anh là em trai của Alyaksey Baha, cựu cầu thủ bóng đá và hiện tại là trợ lý huấn luyện viên của BATE.

## Danh hiệu
BATE Borisov
- Vô địch Giải bóng đá ngoại hạng Belarus: 2008, 2009, 2010, 2011, 2012, 2013, 2014, 2015, 2017
- Vô địch Cúp bóng đá Belarus: 2009–10, 2014–15
- Vô địch Siêu cúp bóng đá Belarus: 2010, 2011, 2013, 2014, 2015